# Bhutanitis ludlowi
Bhutanitis ludlowi là một loài bướm ngày thuộc họ Bướm phượng.